# Colonia Rossell y Rius
Rossell y Rius más conocido como Colonia Rossell y Rius es una localidad uruguaya del departamento de Durazno.

## Ubicación
La localidad se encuentra situada en la zona sureste del departamento de Durazno, próximo a las costas del arroyo Sauce, al sur del mismo y al norte del arroyo Tala, próximo y al oeste del ramal de vía férrea Sarandí  del Yí-km 329, a la altura de su km 244 (Estación «Elías Regules»). Dista 20 km de la ciudad de Sarandí del Yi.

## Historia
La colonia agrícola fue impulsada por Alejo Rossell y Rius dueño de esas tierras que ya en 1900 manejaba el proyecto de formar un centro agrícola en Durazno. Al finalizar el año 1909 Alejo Rossel y Ríus solicitó las exoneraciones que la ley del 4 de octubre de 1889 concedía a los propietarios que destinaban tierras de pastoreo para la colonización. La extensión de la colonia comprendía 12.953 hectáreas, ubicadas en la 9a. y 10a. sección de Durazno, las cuales fueron subdivididas en 216 chacras de 30, 60 y 100 hectáreas y 24 huertas de 3 hectáreas.
La llegada de los colonos comenzó con un gran impulso y las primeras cosechas se obtuvieron para 1912 y 1913. Debido a la importante población que había en esa época en la zona, se creó la escuela de la localidad. Por muchos años los colonos enfrentaron grandes dificultades en las comunicaciones y, sobre todo, en el transporte, lo que provocó que la producción no pudiera salir de forma adecuada de la zona. En 1923 los colonos reclamaron la construcción del ferrocarril, ya que el mal estado de los caminos los había obligado a tener que regalar sus productos. Sin embargo esta situación permaneció hasta principios de los años 30 y para ese entonces la colonia comenzó a despoblarse y la ganadería comenzó, nuevamente, a ocupar las tierras. La infraestructura llegó varios años después cuando ya no quedaban colonos.

## Población
Según el censo del año 2011 la localidad contaba con una población de 72 habitantes.
| 175           | 130 | 92 | 80 | 59 | 72 |
| (Fuente: INE) |     |    |    |    |    |